# The Way I Am (Sandra-Lied)
The Way I Am ist ein Popsong von Sandra. Er wurde im Januar 2007 als Leadsingle des Albums The Art of Love veröffentlicht.

## Entstehung und Veröffentlichung
The Way I Am wurde von Andru Donalds, Jens Gad und Sandra selbst geschrieben. Die Maxi-Single wurde vorab am 26. Januar 2007 bei Virgin veröffentlicht. Sie enthält die B-Seiten Logical Love und Sleep, welche auf keinem Sandra-Album erschienen. Bei Sleep handelt es sich um eine alternative Version des Albumtitels Casino Royale.

## Inhalt
Der Text beginnt mit biblischen Zitaten („Am Anfang war das Wort“, zudem eine Anspielung auf die Nächstenliebe). Er wendet sich an ein Gegenüber, zu dem kein Durchkommen mehr scheint. Die Protagonistin fragt sich, ob sie und die geliebte Person zu weit gegangen sind und wie sie die Wahrheit finden kann.

## Chartplatzierungen
| ChartsChartplatzierungen | Höchstplatzierung | Wochen |
| ------------------------ | ----------------- | ------ |
| Deutschland (GfK)        | 50 (5 Wo.)        | 5      |